# Hypsiboas fasciatus
La rana arbórea de Günther (Hypsiboas fasciatus) es una especie de anfibios de la familia Hylidae.
Habita en la vertiente oriental de los Andes del sur de Ecuador y norte de Perú, en altitudes entre 700 y 1600 m.
Sus hábitats naturales incluyen bosques tropicales o subtropicales secos y a baja altitud, pantanos tropicales o subtropicales, marismas de agua dulce y corrientes intermitentes de agua.
Está amenazada por la destrucción de su hábitat natural.